# ミシュコルツ・ティサ駅

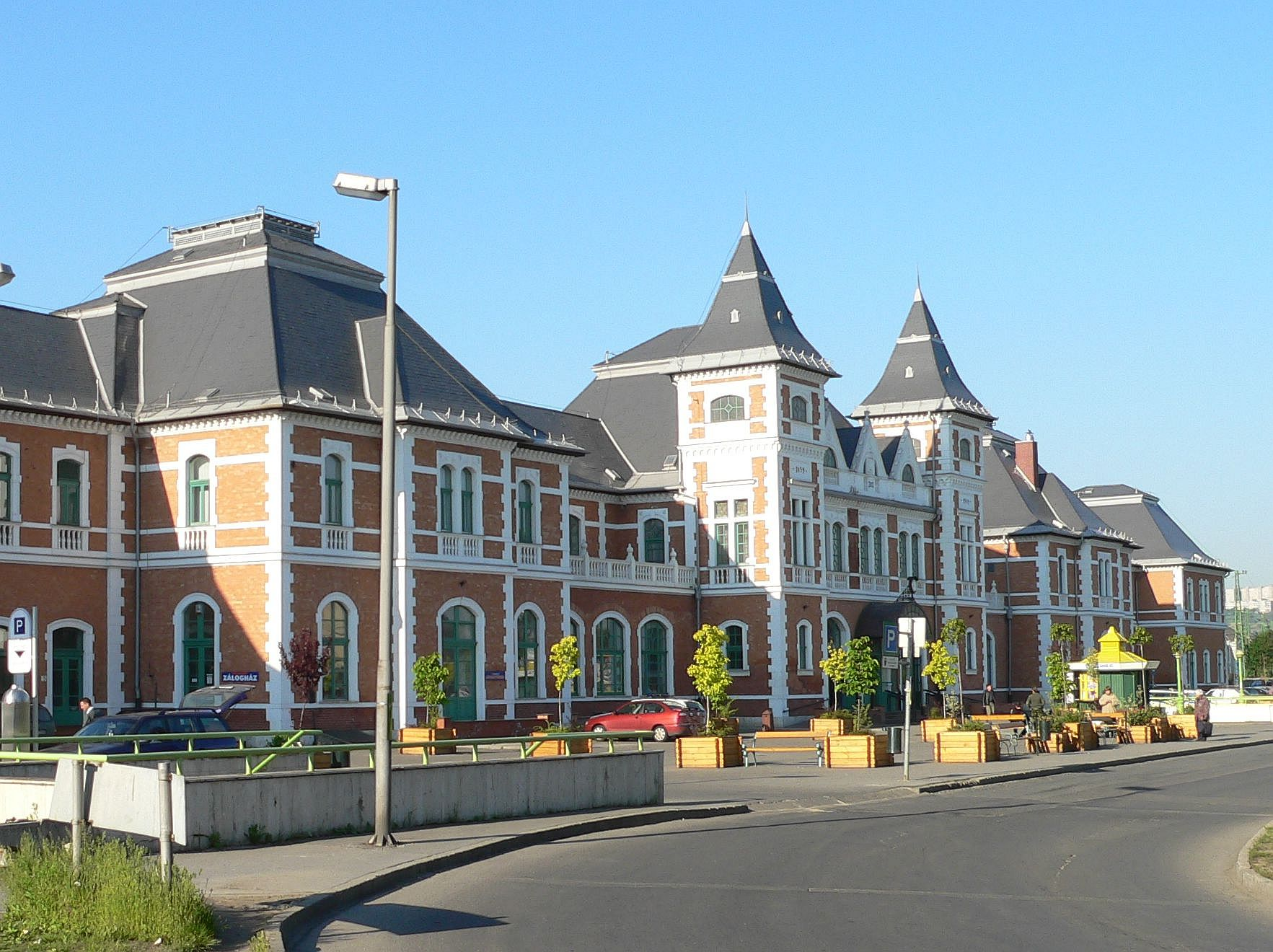
ミシュコルツ・ティサ駅

ミシュコルツ・ティサ駅（Tiszai pályaudvar）は、ハンガリー国鉄の鉄道駅。正式な呼称は単にティサ駅。ミシュコルツと各地の主要都市を結んでいる。名の由来は建設会社によるもので、ティサ川に近いわけではない。

## 歴史
1830年代より鉄道駅の建設計画はあったが、1848年革命などの動乱が続いたために建設が延期され、1859年に開業した。1860年にはコシツェ（現在はスロヴァキア領）にまで路線が通じ、1870年にはペシュト（現在のブダペシュトの一部）と結ばれた。第二次世界大戦中には、アメリカ空軍の爆撃を受けた。

## 交通
ブダペシュトへICで約2時間。デブレツェンまで約1時間半。また、スロヴァキアのコシツェにも約1時間半程度。